# Dasyuris melanchlaena
Dasyuris melanchlaena är en fjärilsart som beskrevs av Turner 1922. Dasyuris melanchlaena ingår i släktet Dasyuris och familjen mätare. Inga underarter finns listade i Catalogue of Life.